# وليام هنري (كيميائي)
وليام هنري (بالإنجليزية: William Henry) (12 كانون الأول (ديسمبر) 1774 – 2 أيلول (سبتمبر) 1836) كيميائي إنجليزي.
كان ابناً للصيدلاني توماس هنري، ولد في مانشستر في إنجلترا. وضع القانون العلمي الذي يعرف حالياً باسم قانون هنري.

## حياته
تدرب وليام هنري في توماس بيرسيفال وعمل لاحقاً مع جون فيريار وجون هويت في مستوصف مانشيستر. بدأ بدراسة الطب في إدنبرة عام 1795، ونال الشهادة في 1807، لكنه كان عليلاً إذ تسببت له إصابة تعرض لها في طفولته بألم متقطع على مدار حياته، فسبب ذلك توقف ممارسته للعمل كطبيب. وقال أنه كرس وقته للبحوث الكيميائية، خاصة ما يتعلق بالغازات. أهم أبحاثه المعروفة (التي نشرت في جمعية المعاملات الفلسفية الملكية عام 1803 ذلك البحث الذي وصف فيه التجارب على كمية من الغازات التي يمتصها الماء عند درجات حرارة مختلفة وتحت ضغوط مختلفة.s. وتعرف نتائج البحث اليوم بقانون هنري.
ومن أوراق العمل الأخرى التي نشرها ما يتعلق بتحليل الغازات وغاز المناجم وغاز الإضاءة وتكون حمض الهيدروكلوريك وأمونياك، والقوى التطهيرية للحرارة. لاقى كتابه «عناصر الكيمياء التجريبية» (1799) رواجهاً كبيراً وقد طبع نحو أحد عشر طبعة في نحو 30 عاماً. كان هنري أحد مؤسس «معهد الميكانيكا» الذي أصبح لاحقاً معهد جامعة مانشستر للعلوم والتكنولوجيا.